# Морозов, Михаил Михайлович (энергетик)
Михаил Михайлович Морозов — директор Серпуховского завода сильноточных конденсаторов, лауреат Сталинской премии (1951).
Окончил Киевский политехнический институт и работал там же инженером в научно-исследовательском секторе (после реорганизации — Киевский энергетический институт).
В 1932 г. вместе с А. М. Кугушевым разработал первые образцы бумажно-масляных конденсаторов силового типа, они выпускались опытными мастерскими КПИ. Для налаживания их производства на Московском трансформаторном заводе в 1934 г. перешёл в ВЭИ.
С 1943 по 1963 г. директор Конденсаторного завода Министерства электропромышленности (Серпуховский завод сильноточных конденсаторов).
С 1963 года — директор Серпуховского филиала ВЭИ по конденсаторостроению.
Кандидат технических наук.
Лауреат Сталинской премии (1951, в составе коллектива) — за разработку конденсаторов высокого напряжения и усовершенствование технологического процесса их изготовления.
Сочинения:
- М. М. Морозов. Производство статических конденсаторов для улучшения косинуса фи. ВЭП, № 1934.
- М. М. Морозов. Испытания первой партии советских статических конденсаторов для улучшения косинуса фи и проект технических условий на изготовление конденсаторов. ВЭП, № 9, 1934.
- М. М. Морозов. Включение конденсаторных установок для улучшения косинуса фи. Электричество, 1936, № 8
- Морозов М. М. Высоковольтные конденсаторы. М., ВНИИЭМ, 1965. 58 с.
- Морозов М. М., Конденсаторные установки для регулирования напряжения, в книге «Регулирование напрежения в электрических сетях», Москва 1968 575 стр. изд-во «Энергия».